# Keuruu (stacja kolejowa)
Keuruu (fiń. Keuruun rautatieasema) – stacja kolejowa w Keuruu, w regionie Finlandia Środkowa, w Finlandii. Stacja została otwarta w listopadzie 1897 roku i została zaprojektowana przez Bruno Granholma V. Budynek zbudowany został w narodowym stylu romantycznym. W 1974 stacja została wybrana jako najpiękniejsza w Finlandii.
Stacja została wybudowana w pobliżu kościoła oraz jeziora Keurusselkä.
Do 2001 w budynku istniały kasy biletowe. Obecnie stacja nadal jest użytkowana w połączeniach między Jyväskylä i Vaasa.

## Linie kolejowe
- Haapamäki – Jyväskylä